# Pablo Groeber
Pour les articles homonymes, voir Gröber.
 (octobre 2021).
Si vous disposez d'ouvrages ou d'articles de référence ou si vous connaissez des sites web de qualité traitant du thème abordé ici, merci de compléter l'article en donnant les références utiles à sa vérifiabilité et en les liant à la section « Notes et références ».
Pablo Groeber (né Paul Friedrich Karl Gröber; 1885–1964) est un géologue allemand, connu pour ses contributions à la compréhension de la géologie du Tien Shan en Asie centrale et des Andes  de la province de Nequén et Mendoza en Argentine.

## Biographie
Pablo Groeber naît le 13 juillet 1885 à Strasbourg.
Après avoir obtenu son baccalauréat à Strasbourg (1903), Gröber étudie la géologie à Strasbourg, Göttingen et Munich. En 1907, il obtient son doctorat à l'Université de Strasbourg (Sur les faunes de la mer de transgression du Carbonifère inférieur du Tienshan central) et est ensuite assistant d'Alexander Tornquist à Königsberg.
De 1908 à 1909, il participe à l'expédition de Gottfried Merzbacher dans les monts Tien Shan, et de 1910 à 1911, il est au Musée d'histoire naturelle de Bruxelles.
En 1911, il obtient une habilitation à Leipzig en géographie physique (Aus den Ergebnissen einer Forschungsreise im südlichen Tienschan) et émigre la même année en Argentine, où il devient géologue au service géologique de l'État créé par Enrique Hermitte, initialement avec des géologues étrangers, et où il reste jusqu'en 1943.
De 1935 à 1952, il est professeur titulaire de géographie physique à l'université de Buenos Aires, et enseigne également dans d'autres universités argentines.
Il meurt le 16 mai 1964 à San Isidro en Argentine.

## Publications
- Über die Faunen des untercarbonischen Transgressionsmeeres des zentralen Tienschan, Diss., Strasbourg, 1907
- Aus den Ergebnissen einer Forschungsreise im südlichen Tienschan, Habil.-Schr, Leipzig, 1911